# Салов, Игорь Аркадьевич
Игорь Аркадьевич Салов (род. 30 ноября 1952, Энгельс, Саратовская область) — советский, российский акушер-гинеколог; доктор медицинских наук, профессор; Заслуженный врач Российской Федерации (2000).

## Биография
Окончил с серебряной медалью школу № 2 в Энгельсе, в 1976 году — Саратовский медицинский институт. Работал районным врачом-акушером-гинекологом (Крестцы, Новгородская область). В 1983 году окончил клиническую ординатуру Ленинградского санитарно-гигиенического медицинского института, работал в 1-й Городской клинической больнице г. Саратова: врачом акушером-гинекологом, с 4.1.1985 — заместителем главного врача по акушерству и гинекологии, с 16.2.2000 — главным врачом. Одновременно (с 23.5.2001) — заведующий кафедрой акушерства и гинекологии лечебного факультета Саратовского государственного медицинского университета.
В 2000 году без отрыва от основной работы окончил Саратовский экономический университет по специальности «Финансы и кредит».
С 17.11.2009 по 2011 год — председатель комитета здравоохранения администрации муниципального образования «Город Саратов». 21 марта 2011 года после избрания депутатом Саратовской городской Думы 4 созыва вновь назначен на должность главного врача ГУЗ «Саратовская городская клиническая больница № 1 им. Ю. Я. Гордеева». Является главным внештатным специалистом по акушерству и гинекологии, главным внештатным специалистом по репродуктивному здоровью, главным внештатным специалистом — гинекологом детского и юношеского возраста Министерства здравоохранения Саратовской области.
Член Общественного совета ГУ МВД России по Саратовской области.

### Семья
Женат, имеет дочь.

## Научная деятельность
В 1989 году защитил кандидатскую, в 1998 — докторскую диссертацию. Профессор (20.11.2002).
Член Европейской ассоциации врачей-акушеров-гинекологов, Президиума правления Российского общества акушеров-гинекологов, специализированного диссертационного Совета при Волгоградском государственном медицинском университете, председателем Саратовского отделения Всероссийской ассоциации гинекологов-эндоскопистов. Входит в состав редакционных советов журналов «Проблемы беременности», «Акушерство и гинекология», «Вопросы гинекологии, акушерства и перинатологии», «Российский вестник акушера-гинеколога», «Саратовский научно-медицинский журнал». Председатель Саратовского регионального отделения Общероссийской общественной организацией «Российское общество акушеров-гинекологов», председатель Саратовского отделения Всероссийского ассоциации гинекологов-эндоскопистов.
Организатор Поволжских научно-практических конференций (1994, 1996, 2005, 2009).
Подготовил 2 докторов и 18 кандидатов наук.
Автор 711 научных работ и методических разработок, 7 монографий, 29 изобретений, 5 рационализаторских предложений.

### Избранные труды
- Салов И. А. Гемостатические нарушения у женщин с внутриутробной гибелью плода, принципы профилактики и лечения: Автореф. дис. … канд. мед. наук: (14.00.01). — Волгоград, 1989. — 22 с.
- Салов И. А. Диагностика и лечение несостоявшихся абортов и родов: Метод. реком. / Под ред. проф. М. И. Анисимовой. — Саратов: Изд-во СГУ, 1988. — 40 с.
- Салов И. А. Неразвивающаяся беременность. — Саратов: Изд-во Сарат. мед. ун-та, 2010. — 334 с. — 2500 экз. — ISBN 978-5-7213-0391-3
- Салов И. А. Неразвивающаяся беременность: (Патогенез, клиника, диагностика и лечение): Автореф. дис. … д-ра мед. наук: Спец. 14.00.01; [Науч. центр акушерства, гинекологии и перинатологии РАМН]. — М., 1998. — 42 с.
- Салов И. А., Глухова Т. Н., Рогожина И. Е. Гестоз и его осложнения. Принципы диагностики и терапии: учебное пособие. — Саратов: Саратовский ГМУ, 2011. — DVD-ROM. 1 электрон. опт. диск (CD-ROM)
- Салов И. А., Глухова Т. Н., Турлупова Т. И. Abortion and its complications: учебное пособие для самостоятельной работы студентов. — Саратов: Саратовский ГМУ, 2011. — 1 электрон. опт. диск (CD-ROM)
- Салов И. А., Глухова Т. Н., Турлупова Т. И. Cesarean Section: учебное пособие для самостоятельной работы студентов. — Саратов: Саратовский ГМУ, 2011. — 1 электрон. опт. диск (CD-ROM)
- Салов И. А., Глухова Т. Н., Турлупова Т. И. Gestosis: учебное пособие для самостоятельной работы студентов. — Саратов: Саратовский ГМУ, 2011. — 1 электрон. опт. диск (CD-ROM)
- Салов И. А., Хворостухина Н. Ф., Новичков Д. А. Учебно-методический комплекс: Дисциплина «Акушерство и гинекология с курсом планирования семьи»: Специальность «Сестринское дело» (заочная форма обучения). — Саратов: Саратовский ГМУ, 2011.
- Салов И. А., Хворостухина Н. Ф., Романовская А. В. Неспецифические воспалительные заболевания половых органов: учебное пособие для самостоятельной работы студентов. — Саратов: Саратовский ГМУ, 2011. — 1 электрон. опт. диск (CD-ROM)

## Награды и признание
- Заслуженный врач Российской Федерации (25.9.2000)[1]
- Почётный знак «За любовь к родной земле» Губернатора Саратовской области (18.9.2003)[1]
- Медаль «За заслуги перед отечественным здравоохранением» Министерства здравоохранения РФ (22.10.2003)[1]
- Медаль Фёдора Гааза (12.2.2009)[1]
- Медаль «За большой личный вклад в развитие акушерства и гинекологии» Общероссийской общественной организации «Российское общество акушеров-гинекологов» (29.9.2009)[1]
- Медаль «За заслуги в проведении Всероссийской переписи населения 2010 года» (21.5.2012)
- Благодарность Председателя Совета Федерации России (20.12.2013)
- Орден «За заслуги в развитии медицины и здравоохранения» Российской Геральдической палаты (2015)
- Медаль В. И. Разумовского «За верность клятве Гиппократа»
- Почётные грамоты Мэра города Саратова (2002), Министерства здравоохранения Саратовской области (2002, 2007), МЗиСР РФ (7.11.2005), Главы администрации города Саратова (2007), Министерства образования и науки РФ (25.5.2009), Губернатора Саратовской области (2006, 2008), Саратовской областной Думы (2008), Министерства промышленности и энергетики Саратовской области (2010), Всероссийского общества изобретателей и рационализаторов (2010, 2014), администрации муниципального образования «Город Саратов» (2012)
- Благодарственные письма Мэра города Саратова (2004), аппарата полномочного представителя президента РФ в Приволжском федеральном округе (2007, 2008), Саратовской областной Думы (2008).